# Sphecodes minarum
Sphecodes minarum là một loài Hymenoptera trong họ Halictidae. Loài này được Schrottky mô tả khoa học năm 1910.